# Joey Dawson
Joey Dawson (* 30. Mai 2003 in Scunthorpe) ist ein englischer Fußballspieler, der bei Scunthorpe United unter Vertrag steht.

## Karriere
Joey Dawson wurde im Jahr 2003 in Scunthorpe geboren. Er begann seine Karriere als Achtjähriger in der Akademie von Scunthorpe United, während sein Vater in der Profimannschaft spielte. Sein Debüt in der ersten Mannschaft gab Joey Dawson am 13. August 2019 im Alter von nur 16 Jahren und 75 Tagen und wurde damit der jüngste Spieler der Vereinsgeschichte, nachdem er im EFL Cup gegen Derby County eingewechselt wurde. Ohne weiteren Einsatz bei den Profis verließ Dawson den Verein im Sommer 2021.
Er unterschrieb im Juni 2021 einen Dreijahresvertrag bei Celtic Glasgow. Obwohl zunächst nur für die Reservemannschaft in der Lowland League vorgesehen, wurde der Stürmer nach dem Ausfall von Kyōgo Furuhashi, Albian Ajeti und Giorgos Giakoumakis im Dezember 2021 für das Nachholspiel gegen Ross County in den Kader der ersten Mannschaft von Trainer Ange Postecoglou berufen. Sein Debüt für Celtics erste Mannschaft gab er eine Woche später am Boxing Day 2021 gegen den FC St. Johnstone, als er für Kyōgo Furuhashi eingewechselt wurde. 2025 wechselte Dawson zurück zu Scunthorpe United.

## Persönliches
Dawsons Vater ist der ehemalige Fußballspieler Andy Dawson. Seine beiden Onkel, Michael Dawson und Kevin Dawson, waren ebenso als Fußballprofi aktiv.